# Miconia punctibullata
Miconia punctibullata är en tvåhjärtbladig växtart som beskrevs av M. E. Morales-p., Michelangeli och F. Gonzalez. Miconia punctibullata ingår i släktet Miconia och familjen Melastomataceae. Inga underarter finns listade i Catalogue of Life.